# Ингрид Александра (принцесса Норвегии)
Её Королевское Высочество Ингрид Александра, принцесса Норвегии (норв. Prinsesse Ingrid Alexandra, prinsesse av Norge; 21 января 2004 года, Осло) — старшая дочь наследного принца Норвегии Хокона и его супруги Метте-Марит, внучка короля Харальда V.

## Биография

### Происхождение
Принцесса Ингрид Александра родилась 21 января 2004 года в госпитале Rikshospitalet в Осло (Норвегия). При рождении она получила титул принцессы Норвегии. Принцесса Ингрид Александра — вторая в линии наследования престола Норвегии (после своего отца наследного принца Хокона). Когда её отец унаследует престол, Ингрид Александра станет кронпринцессой Норвегии.
У принцессы Ингрид Александры есть старший единоутробный брат Мариус, который родился в 1997 году, и младший брат принц Сверре Магнус, который родился 3 декабря 2005 года.

### Крещение
Крестины принцессы Ингрид Александры состоялись 17 апреля 2004 года в Осло. Её крестные родители — её дед по отцовской линии король Харальд, король Испании Филипп VI, наследный принц Дании Фредерик, наследная принцесса Швеции Виктория, принцесса Марта Луиза, старшая дочь короля Харальда V и тётя принцессы Ингрид Александры и бабушка по материнской линии Марит Тьессем.

### Образование
4 января 2006 года Ингрид Александра пошла в детский сад, а 19 августа 2010 года начала обучение в школе Jansløkka barneskole в Аскере.
12 февраля 2016 года Ингрид Александра зажгла чашу Олимпийского огня на церемонии открытия II зимних юношеских Олимпийских игр в Лиллехаммере. В октябре 2020 года стала чемпионкой Норвегии по сёрфингу среди юниоров.
В июле 2020 года стала выпускницей школы Ураниенборг в Осло, а затем поступила в старшую среднюю школу Эльвебаккен, которую окончила в апреле 2023 года.

## Награды
Награды Норвегии
| Страна   | Дата вручения  | Награда                                                            | Награда                                                            | Литеры |
| -------- | -------------- | ------------------------------------------------------------------ | ------------------------------------------------------------------ | ------ |
| Норвегия | 21 января 2022 | Дама Большого креста Королевского Норвежского ордена Святого Олафа | Дама Большого креста Королевского Норвежского ордена Святого Олафа |        |
| Норвегия | 21 января 2022 | Дама Королевского семейного ордена Харальда V                      | Дама Королевского семейного ордена Харальда V                      |        |
| Норвегия | 18 ноября 2005 | Медаль Столетия Королевского Дома                                  | Медаль Столетия Королевского Дома                                  |        |
| Норвегия | 17 января 2016 | Памятная медаль Серебряного юбилея короля Харальда V               | Памятная медаль Серебряного юбилея короля Харальда V               |        |
| Норвегия | 2 апреля 2025  | Медаль Вооружённых сил «За верную службу»                          | Медаль Вооружённых сил «За верную службу»                          |        |

Награды иностранных государств:
| Страна   | Дата вручения | Награда                                        | Награда                                        | Литеры |
| -------- | ------------- | ---------------------------------------------- | ---------------------------------------------- | ------ |
| Дания    | 2022          | Дама ордена Слона                              | Дама ордена Слона                              | RE     |
| Исландия | 8 апреля 2025 | Дама Большого креста ордена Исландского сокола | Дама Большого креста ордена Исландского сокола |        |